# Paola Binetti
Paola Binetti (ur. 29 marca 1943 w Rzymie) – włoska lekarka, profesor, specjalistka w zakresie historii medycyny, a także polityk i parlamentarzystka.

## Życiorys
W 1967 ukończyła medycynę i chirurgię na Uniwersytecie Katolickim Najświętszego Serca w Rzymie. Następnie odbyła dalsze studia medyczne na Uniwersytecie Nawarry w Pampelunie oraz na Uniwersytecie Rzymskim – La Sapienza. Została specjalistą w dziedzinie psychologii klinicznej i neuropsychiatrii dziecięcej. Brała udział w kursie zarządzania (Uniwersytet Nawarry) i zdobyła specjalizację pedagogiczno-dydaktyczną na Papieskim Uniwersytecie św. Krzyża w Rzymie.
W latach 1972–1975 pracowała w centrum opieki nad młodzieżą w Mediolanie (Associazione FAES – Famiglia e Società), prowadzącym doradztwo dla rodziców. W 1991 związała się z uniwersytetem Campus Bio-Medico w Rzymie, należała do jego organizatorów. Była dyrektorem do spraw nauczania i badań naukowych Wydziału Nauczania. Pełniła funkcję przewodniczącego Komitetu "Nauka i Życie" (Comitato Scienza & Vita), mającego na celu obronę zgodną z etyką katolicką ustawy 40/2004 (Legge 40), dotyczącej form medycznego wspomagania prokreacji. Objęła stanowiska przewodniczącej Włoskiego Towarzystwa Pedagogiki Medycznej, wiceprzewodniczącej Włoskiego Towarzystwa Informatyki Medycznej, zaangażowała się w działalność szeregu innych instytucji, w tym Krajowego Komitetu Bioetyki. Napisała ponad 200 artykułów i kilka książek z dziedziny edukacji medycznej. Jest numerarią Opus Dei.
Działała w partii Margherita, z którą w 2007 przystąpiła do Partii Demokratycznej. W 2006 została wybrana do Senatu Republiki XV kadencji z okręgu w Lombardii. W 2008 uzyskała mandat posłanki do Izby Deputowanych XVI kadencji. W jej trakcie odeszła z PD, przystępując do Unii Centrum i uzyskując z jej ramienia w 2013 reelekcję na XVII kadencję. W wyniku wyborów w 2018 powróciła w skład izby wyższej włoskiego parlamentu.